# Vaxis – Act III: The Father of Make Believe
Vaxis – Act III: The Father of Make Believe è l'undicesimo album in studio della band progressive rock americana Coheed and Cambria. L'album, come la maggior parte degli album in studio della band, è un concept album che continua la trama di Amory Wars. È stato pubblicato il 14 marzo 2025.

## Temi e composizione
Mentre l'album continua la trama di Amory Wars stabilita nella maggior parte degli album precedenti della band, il frontman e autore principale Claudio Sanchez ha affermato che questo album era più personale di altri, con un focus sulle storie personali piuttosto che sul concept. Sanchez ha descritto l'album come una "crisi di mezza età".
I temi dell'album ruotano attorno alla perdita, poiché "Yesterday's Lost" vede Sanchez riflettere su un potenziale periodo senza sua moglie[1] e Meri of Mercy che presenta il ritorno di personaggi ispirati ai suoi defunti nonni.

## Tracce
1. Yesterday's Lost – 3:24
2. Goodbye, Sunshine – 4:16
3. Searching for Tomorrow – 3:33
4. The Father of Make Believe – 4:39
5. Meri of Mercy – 4:16
6. Blind Side Sonny – 2:22
7. Play the Poet – 3:29
8. One Last Miracle – 3:12
9. Corner My Confidence – 4:04
10. Someone Who Can – 3:45
11. The Continuum I: Welcome to Forever, Mr. Nobody – 3:43
12. The Continuum II: The Flood – 6:23
13. The Continuum III: Tethered Together – 4:36
14. The Continuum IV: So It Goes – 5:45